# J. R. Sakuragi
J. R. Sakuragi (en japonés 桜木ジェイアール, nacido como Milton Henderson Jr.; Bakersfield, California, 30 de octubre de 1976) es un entrenador de baloncesto estadounidense nacionalizado japonés. Con 2,03 metros de estatura, fue jugador profesional durante 22 años en la posición de ala-pívot.
Sakuragi se convirtió en ciudadano japonés el 2 de julio de 2007, modificando su nombre de J. R. Henderson a J. R. Sakuragi. Escogió ese nombre -inspirado por el árbol japonés Sakura- para acelerar su proceso de naturalización. El nombre también corresponde al de Hanamichi Sakuragi, personaje ficticio y protagonista del popular manga de baloncesto Slam Dunk.

## Trayectoria deportiva

### Universidad
Jugó durante cuatro temporadas con los Bruins de la Universidad de California, Los Ángeles, en las que promedió 14,2 puntos, 6,4 rebotes y 1,6 asistencias por partido. Fue elegido en 1996 y 1998 en el mejor quinteto de la Pacific Ten Conference. En 1995 ganó junto con su equipo el Torneo de la NCAA, derrotando en la final a la Universidad de Arkansas.

### Profesional
Fue elegido en la quincuagésima sexta posición del Draft de la NBA de 1998 por Vancouver Grizzlies, con los que no fichó hasta el mes de enero, jugando mientras tanto en los Quad City Thunder de la CBA. Durante su paso por la NBA, actuó en 30 partidos, en los que promedió 3,2 puntos y 1,6 rebotes.
Tras esa experiencia, fue contratado por el equipo de Las Vegas Silver Bandits, de la recientemente creada International Basketball League, para el que jugó los siguientes dos años (en ese periodo también actuaría por unos meses en el Mobiline Phone Pals de la PBA filipina).
Pasó después fugazmente por el Paris Basket Racing de Francia y por los Marinos de Anzoátegui de Venezuela, para desembarcar por primera vez en Japón. Contratado por los Aishin Sea Horses, jugó allí durante cuatro temporadas. En 2004 fue cedido a préstamo al equipo saudí Al Ittihad Jeddah para disputar el Campeonato Árabe de Clubes de Baloncesto. Haciendo dupla con God Shammgod, condujo a sus compañeros hacia la conquista del título.
En 2005 dejó el país asiático, retornando a Latinoamérica. Tras actuar en Venezuela y Puerto Rico, fue convocado por su antiguo club para regresar a Japón y disputar la temporada 2006-07. Tuvo una segunda temporada en el Baloncesto Superior Nacional en el otoño de 2007, pero luego de ello adquirió la ciudadanía japonesa, pasando a convertirse en una figura del baloncesto nipón. 
Se retiró en 2020 con 43 años.

### Selección nacional
Sakuragi jugó el Campeonato FIBA Asia de 2007 y 2013 con la selección de baloncesto de Japón.

## Entrenador
Tras retirarse como jugador profesional de baloncesto, Sakuragi asumió el papel de entrenador. Trabajó como asistente en el Aisin AW Wings, un equipo femenino, entre 2020 y 2021. Luego de ello se unió como director técnico al Koshigaya Alphas, una escuadra que militaba en la segunda categoría del baloncesto japonés. Allí actuó durante 5 partidos en la temporada 2022-23 como jugador-entrenador. 

## Estadísticas de su carrera en la NBA

### Temporada regular
| Temporada | Edad | Equipo              | Liga | P  | TIT | MIN  | TC  | TCA | %TC  | 3P  | 3PA | %3P  | TL  | TLA | %TL  | R.OF. | R.DEF. | REB | ASIS | ROB | TAP | PER | FP  | PTS |
| 1998-99   | 22   | Vancouver Grizzlies | NBA  | 30 | 0   | 11.0 | 1.2 | 3.2 | .365 | 0.1 | 0.2 | .400 | 0.8 | 1.5 | .556 | 0.7   | 0.9    | 1.6 | 0.7  | 0.3 | 0.1 | 0.6 | 1.0 | 3.2 |
| Total     |      |                     | NBA  | 30 | 0   | 11.0 | 1.2 | 3.2 | .365 | 0.1 | 0.2 | .400 | 0.8 | 1.5 | .556 | 0.7   | 0.9    | 1.6 | 0.7  | 0.3 | 0.1 | 0.6 | 1.0 | 3.2 |